# Vaete
Een vaete is de Zeeuwse naam voor een dorpsvijver, meestal centraal gelegen in een dorp, die in vroeger tijd vaak ook als drinkplaats voor vee en als reservoir voor de brandweer gebruikt werd. Diverse dorpen in Zeeland hebben nog een vaete, al wordt deze niet meer als zodanig gebruikt. Ook in veel Zeeuwse straatnamen komt het woord 'vaete' nog voor.